# Michiel Ahyi
Michiel Ahyi (Apeldoorn, 28 juli 1998) is een Nederlands volleybalspeler.

## Loopbaan
Ahyi kreeg zijn opleiding in het Talent Team Papendal (2014-2017). Vervolgens vertrok hij naar Volleybalclub Maaseik (2017-2018). Na met Maaseik het landskampioenschap gewonnen te hebben maakte Ahyi een transfer naar Caruur Volley Gent (2018-2020).
Van 2020 tot 2023 speelde Ahyi in het eerste team van het Belgische Knack Roeselare, en werd hij in alle drie de seizoenen met het team landskampioen in de hoogste nationale klasse.
In het seizoen 2023/2024 speelde Ahyi als hoofdaanvaller voor Helios Grizzlies Giesen in de Duitse Bundesliga. Het seizoen werd afgesloten op de derde plek, en Ahyi werd topscoorder van de competitie.
Vanaf het seizoen 2024-2025 speelt Ahyi bij Seoul Woori Card WooriWON in Zuid-Korea.

## Erelijst
Volleybalclub Maaseik
- Liga Heren: 2018

 Knack Roeselare
- Liga Heren: 2021, 2022, 2023
- Beker van België: 2021, 2023
- Belgische Supercup: 2023